# Ugo Bignami
Ugo Bignami (Milano, 4 agosto 1869 – Roma, 8 dicembre 1949) è stato un generale italiano, decorato con la medaglia d'oro al valor militare a vivente nel corso della prima guerra mondiale.

## Biografia
Nacque a Milano il 4 agosto 1869, figlio di Emilio e Enrichetta Marzorati. Frequentò il Collegio militare di Roma e poi quello di Milano, entrando successivamente nella Regia Accademia Militare di Fanteria e Cavalleria di Modena uscendone nel 1888 dopo con la nomina a sottotenente in forza al 1º Reggimento "Granatieri di Sardegna". Promosso capitano fu assegnato al 2º Reggimento "Granatieri di Sardegna" con il quale, dal settembre 1912 al gennaio 1913 prese parte alle operazioni di consolidamento della conquista italiana in Libia. All'atto dell'entrata in guerra del Regno d'Italia, avvenuta il 24 maggio 1915, partì per la zona di operazioni al comando del I Battaglione. Nel mese di novembre si distinse sul Monte Sabotino, rimanendo ferito e venendo decorato di medaglia d'argento al valor militare. Rientrato in servizio dopo la convalescenza rientrò al I Battaglione e fu promosso a tenente colonnello. Nel corso della strafexpedition austro-ungarica in Trentino del maggio 1916 fu inviato con il suo reparto sull'altopiano di Asiago. Dal 28 maggio prese posizione a sbarramento della Val Canaglia, fra quota 1152 e Cesuna, sostenendo durissimi combattimenti. Il 3 giugno, al termine di un aspro combattimento, combattuto anche corpo a corpo con il nemico, le truppe nemiche minacciarono di occupare il comando di battaglione. Uscito dal rifugio imbracciò un fucile ed iniziò a sparare, uccidendo un ufficiale e quattro soldati bosniaci, mentre il sottotenente Teodoro Capocci che era corso in suo aiuto, cadde ai suoi piedi ucciso da tre proiettili. Fu poi costretto ad arrendersi al fine di evitare una strage in quanto gli austro-ungarici stavano sparando entro una caverna dove si trovavano numerosi soldati feriti che si trovava alle sue spalle, e divenuto prigioniero di guerra rientrò in Italia al termine del conflitto. Con Regio Decreto del 4 luglio 1920 fu insignito della medaglia d'oro al valor militare a vivente. Nell'agosto 1919 fu promosso colonnello assumendo il comando del 1º Reggimento granatieri, venendo collocato in posizione ausiliaria nel corso del 1920. Successivamente fu promosso generale di brigata nel 1925 e poi generale di divisione nel 1938. Fu organizzatore e per molti anni presidente del Museo storico dei Granatieri e dal 23 agosto 1943 al 14 dicembre 1945 presidente dell'Associazione Nazionale Granatieri di Sardegna. Si spense a Roma l'8 dicembre 1949. Hanno portato il suo nome le scuole elementari di Cesuna. Portano il suo nome una via di Milano e una di Roma.

### Fonti
1. 1 2 3 4 5 6 7 8 9 10 11 12  Combattenti Liberazione.
2. 1 2  Carolei, Greganti, Modica 1968, p. 190.
3. 1 2 3  Bonelli 2016, p. 76.
4. ↑  Bonelli 2016, p. 75.
5. ↑  Granatieri di Sardegna.
6. ↑  Medaglie d'oro al valor militare sul sito della Presidenza della Repubblica
7. ↑  Supplemento Ordinario alla Gazzetta Ufficiale del Regno d'Italia n.178 del 30 luglio 1941, pag.1.
8. ↑  Registrato alla Corte dei conti il 22 agosto 1938, registro 23, foglio 375.